# Elasmus oceanicus
Elasmus oceanicus is een vliesvleugelig insect uit de familie Eulophidae. De wetenschappelijke naam is voor het eerst geldig gepubliceerd in 1942 door Yasumatsu.